# Debra Dene Barnes
Debra Dene Barnes (...) è una modella statunitense, eletta Miss America nel 1968.
Cresciuta a Moran in Kansas, dopo essersi diplomata la Barnes ha frequentato la Pittsburg State Teachers College a Pittsburg (Kansas). Dopo aver vinto il concorso Miss Kansas, ha partecipato a Miss America, durante il quale ha suonato al pianoforte un brano della colonna sonora di Nata libera.
In seguito Debra Dene Barnes ha lavorato come insegnante di pianoforte, di musica e nello staff della Missouri Southern State University, a Joplin, Missouri.